# ネイバーフッド・プレイハウス
ネイバーフッド・プレイハウス（Neighborhood Playhouse）は、ニューヨークにある小劇場および俳優養成学校である。2年制だが、ショートコースもある。
1915年に、オフ・ブロードウェイの劇場として設立されたのが始まり。1927年に一度閉じられたが、翌年"Neighborhood Playhouse School of the Theatre"として再びオープンした。1935年より参加した俳優サンフォード・マイズナーは、ロシアの演出家コンスタンチン・スタニスラフスキーのシステムを元に、マイズナー・テクニックと呼ばれる独自の指導法を編み出し、彼は50年以上にわたって俳優の卵たちを指導した。
「サンフォード・マイズナー・オン・アクティング - ネイバーフッド・プレイハウス演劇学校の1年間」が而立書房より発刊されている。

## 卒業生
- アリソン・ジャネイ
- イリーナ・ダグラス
- ウィリアム・H・メイシー
- サンドラ・ブロック
- ジェフ・ゴールドブラム
- キム・ベイシンガー
- クリストファー・ロイド
- グレース・ケリー
- グレゴリー・ペック
- ジェームズ・カーン
- ジェームズ・レマー
- シドニー・ポラック
- ジョアン・ウッドワード
- スーザン・ブレイクリー
- スティーブ・マックイーン
- ダイアン・キートン
- ディラン・マクダーモット
- フィリップ・シーモア・ホフマン
- メアリー・スティーンバージェン
- レスリー・ニールセン
- ロバート・デュヴァル
- 樋口隆則